# Unibet Open
Unibet Open è il circuito di eventi Live che include Poker Texas hold 'em, tornei di Casinò (basati su Blackjack) e tornei di Scommesse Sportive (basati sul Live betting). A partire dal 2007, quando ebbe luogo l'Unibet Open di Varsavia, in Polonia, la Unibet International non ha mai smesso di organizzare eventi di gioco dal vivo in tutta Europa e nel mondo.
Ogni anno inizia un nuovo tour Unibet Open che tocca varie Capitali ed altre grandi ed importanti città Europee: da Praga a Londra, da Budapest a Parigi, da Barcellona a Copenaghen. In ogni città si svolge un torneo, il cui scopo è consentire ai giocatori amatoriali e professionisti di tutto il mondo di incontrarsi di persona per giocare a Poker. La maggior parte dei tornei è riservata a un massimo di 300 partecipanti.
Oltre all'evento principale, ogni torneo Unibet Open include anche degli eventi secondari (tornei satellite o side events) e feste organizzate appositamente per i giocatori. Unibet Open offre la copertura in diretta di tutti gli eventi, con streaming in tempo reale dei tavoli di qualificazione e dei tavoli finali. Inoltre nell'ultimo giorno del torneo è possibile scommettere sui piazzamenti dei giocatori in tempo reale (modalità live betting) sul sito Unibet insieme a tutti gli altri eventi che solitamente sono presenti nel palinsesto sportivo e non.
A partire dal 2011 esiste anche la versione Online dell'evento Unibet Open. Tornei speciali che utilizzano lo stesso Brand, premi corposi, e la possibilità di vivere le emozioni dell'Unibet Open da casa.

## Precedenti vincitori
| Anno           | Luogo                | Vincitore               | Vincitore              | Premio (Euro) |
| -------------- | -------------------- | ----------------------- | ---------------------- | ------------- |
| Dicembre 2007  | Varsavia             | Stale Lokse             | Norvegia (bandiera)    | 38.956        |
| Maggio 2008    | Madrid               | Joao Barbosa            | Portogallo (bandiera)  | 115.000       |
| Settembre 2008 | Milano               | Domenico Tinnirello     | Italia (bandiera)      | 121.000       |
| Dicembre 2008  | Varsavia             | Simon Johansson         | Svezia (bandiera)      | 120.170       |
| Marzo 2009     | Budapest             | Alvaro Aspas            | Spagna (bandiera)      | 135.000       |
| Maggio 2009    | Algarve              | Andre Dias              | Portogallo (bandiera)  | 151.000       |
| Luglio 2009    | Londra               | Thanh Doan              | Finlandia (bandiera)   | Circa 187.000 |
| Settembre 2009 | Praga                | Fuat Can                | Svezia (bandiera)      | 167.500       |
| Dicembre 2009  | Varsavia             | Jimmy Jonsson           | Svezia (bandiera)      | 161.271       |
| Marzo 2010     | Budapest             | Anthon-Pieter Wink      | Paesi Bassi (bandiera) | 172.500       |
| Giugno 2010    | Bulgaria             | Dan Murariu             | Romania (bandiera)     | 150.705       |
| Agosto 2010    | Praga                | Henri Ojala             | Finlandia (bandiera)   | 157.000       |
| Ottobre 2010   | Valenza              | Thomas Thang            | Danimarca (bandiera)   | 138.080       |
| Dicembre 2010  | Londra               | Paul Valkenburg         | Paesi Bassi (bandiera) | Circa 121.820 |
| Marzo 2011     | Malta                | Mateusz Moolhuizen      | Paesi Bassi (bandiera) | 117.000       |
| Aprile 2011    | Unibet Open Online 1 | Roger Ersberg           | Svezia (bandiera)      | 9.810         |
| Maggio 2011    | Unibet Open Online 2 | Costin Fucea            | Romania (bandiera)     | 7.830         |
| Giugno 2011    | Barcellona           | Rubén Sánchez Cebollada | Spagna (bandiera)      | 145.000       |
| Luglio 2011    | Unibet Open Online 3 | Tim Verbon              | Paesi Bassi (bandiera) | 7.500         |
| Agosto 2011    | Unibet Open Online 4 | Alexander Debus         | Germania (bandiera)    | 7.500         |
| Agosto 2011    | Dublino              | Paul Vas Nunes          | Regno Unito (bandiera) | 105.300       |
| Ottobre 2011   | Unibet Open Online 5 | Henrik Hecklen          | Danimarca (bandiera)   | 9.090         |
| Novembre 2011  | Unibet Open Online 6 | Alexander Debus         | Germania (bandiera)    | 9.900         |
| Dicembre 2011  | Riga                 | Peter Harkes            | Paesi Bassi (bandiera) | 90.016        |
| Febbraio 2012  | Praga                | Filip Verboven          | Belgio (bandiera)      | 100.000       |
| Marzo 2012     | Unibet Open Online 1 | David Sonelin           | Svezia (bandiera)      | 9.410         |
| Maggio 2012    | Parigi               | Jaroslaw Barglik        | Polonia (bandiera)     | 140.539       |
| Luglio 2012    | Unibet Open Online 2 | Piotr Kula              | Polonia (bandiera)     | 7.574         |
| Settembre 2012 | Londra               | Pratik Ghatge           | Regno Unito (bandiera) | 106.730       |
| Novembre 2012  | Unibet Open Online 3 | Ruslan Slipchenko       | Ucraina (bandiera)     | 15.759        |
| Dicembre 2012  | St. Maarten          | Dan Murariu             | Romania (bandiera)     | 110.000       |
| Marzo 2013     | Copenhagen           | Kassem Yassine          | Svezia (bandiera)      | 107.000       |

## Copertura in diretta
Unibet Open offre una copertura approfondita in diretta di tutti gli eventi. L'evento viene commentato in tempo reale sul sito, il gioco ai tavoli è disponibile in streaming con commenti continui, video, gallerie e interviste vengono aggiunti in tempo reale e una casella interattiva consente agli spettatori di fare richieste e commenti.

## Date degli eventi Unibet Open 2012
| Città                                   | Paese                   | Paese                 | Date                 |
| --------------------------------------- | ----------------------- | --------------------- | -------------------- |
| Praga                                   | Rep. Ceca (bandiera)    | Repubblica Ceca       | 16–19 febbraio 2012  |
| Unibet Open Online 1                    | -                       | -                     | 25 marzo 2012        |
| Parigi                                  | Francia (bandiera)      | Francia               | 3–6 maggio 2012      |
| Unibet Open Online 2                    | -                       | -                     | 29 luglio 2012       |
| Londra                                  | Regno Unito (bandiera)  | Regno Unito           | 13–16 settembre 2012 |
| Unibet Open Online 3                    | -                       | -                     | 4 novembre 2012      |
| Speciale 5º anniversario di Unibet Open | Sint Maarten (bandiera) | St. Maarten (Caraibi) | 3–7 dicembre 2012    |

## Date degli eventi Unibet Open 2011
| Città                | Paese               | Paese    | Date                               |
| -------------------- | ------------------- | -------- | ---------------------------------- |
| Malta                | Malta (bandiera)    | Malta    | 10 marzo 2011 - 13 marzo 2011      |
| Unibet Open Online 1 | -                   | -        | 3 aprile 2011                      |
| Unibet Open Online 2 | -                   | -        | 15 maggio 2011                     |
| Barcellona           | Spagna (bandiera)   | Spagna   | 9 giugno 2011 - 12 giugno 2011     |
| Unibet Open Online 3 | -                   | -        | 3 luglio 2011                      |
| Unibet Open Online 4 | -                   | -        | 14 agosto 2011                     |
| Dublino              | Irlanda (bandiera)  | Irlanda  | 25 agosto 2011 - 28 agosto 2011    |
| Unibet Open Online 5 | -                   | -        | 2 ottobre 2011                     |
| Unibet Open Online 6 | -                   | -        | 13 novembre 2011                   |
| Riga                 | Lettonia (bandiera) | Lettonia | 1º dicembre 2011 - 4 dicembre 2011 |

## Date degli eventi Unibet Open 2010
| Città        | Paese                  | Paese           | Date                              |
| ------------ | ---------------------- | --------------- | --------------------------------- |
| Budapest     | Ungheria (bandiera)    | Ungheria        | 4 marzo 2010 - 7 marzo 2010       |
| Golden Sands | Bulgaria (bandiera)    | Bulgaria        | 3 giugno 2010 - 6 giugno 2010     |
| Prague       | Rep. Ceca (bandiera)   | Repubblica Ceca | 5 agosto 2010 - 8 agosto 2010     |
| Valenza      | Spagna (bandiera)      | Spagna          | 7 ottobre 2010 - 10 ottobre 2010  |
| Londra       | Regno Unito (bandiera) | Regno Unito     | 4 dicembre 2010 - 7 dicembre 2010 |

## Date degli eventi Unibet Open 2009
| Città    | Paese                  | Paese           | Date                                  |
| -------- | ---------------------- | --------------- | ------------------------------------- |
| Budapest | Ungheria (bandiera)    | Ungheria        | 4 marzo 2009 - 8 marzo 2009           |
| Algarve  | Portogallo (bandiera)  | Portogallo      | 14 maggio 2009 - 17 maggio 2009       |
| Londra   | Regno Unito (bandiera) | Regno Unito     | 16 luglio 2009 - 19 luglio 2009       |
| Praga    | Rep. Ceca (bandiera)   | Repubblica Ceca | 17 settembre 2009 - 20 settembre 2009 |
| Varsavia | Polonia (bandiera)     | Polonia         | 4 dicembre 2009 - 6 dicembre 2009     |

## Date degli eventi Unibet Open 2008
| Città    | Paese                | Paese           | Date                                  |
| -------- | -------------------- | --------------- | ------------------------------------- |
| Praga    | Rep. Ceca (bandiera) | Repubblica Ceca | aprile 2008                           |
| Madrid   | Spagna (bandiera)    | Spagna          | 16 maggio 2008 - 18 maggio 2008       |
| Milano   | Italia (bandiera)    | Itala           | 19 settembre 2008 - 21 settembre 2008 |
| Varsavia | Polonia (bandiera)   | Polonia         | 4 dicembre 2008 - 7 dicembre 2008     |

## Date degli eventi Unibet Open 2007
| Città    | Paese              | Paese   | Date                              |
| -------- | ------------------ | ------- | --------------------------------- |
| Varsavia | Polonia (bandiera) | Polonia | 7 dicembre 2007 - 9 dicembre 2007 |